# 아눙어
아눙어(중국어: 阿侬语, Anong) 또는 눙어(Nung)는 중국 윈난성 서부 누장 리수족 자치주의 푸궁현과 미얀마 카친주에 사는 누족의 일파인 아눙족이 사용하는 중국티베트어족 계통의 언어이다. 가까운 두룽어 및 라왕어와 함께 눙어군으로 묶인다.
아눙족 중에서도 남부의 사람들이 아눙어를 말하고 북부의 사람들은 두룽어를 말한다. 중국에서 누족으로 분류되는 아눙족들은 인근의 리수족과 섞여 살며 리수어로 언어 전환을 겪었다. 화자는 중국에 약 7천 명, 미얀마에 약 5천 명이 분포한다.

## 같이 보기
- 누족